# Isted Skov
Isted Skov (på tysk Idstedter Gehege el. Gehege Idstedtwege) er et omtrent 196 ha stor skovområde beliggende syd for landsbyen Isted i det centrale Sydslesvig. I administrativ henseende strækker sig skoven over kommunerne Isted og Ny Bjernt i Slesvig-Flensborg kreds i den nordtyske delstat Slesvig-Holsten. Som statsskov drives Isted Skov af delstaten Slesvig-Holstens skovmyndighed. I den danske tid hørte Isted Skov med Karnbjerg Skov på 300 tdr. land under det 2. gottorpske skovriderdistrikt. Skoven er beliggende på en morænebakke nord for Slesvig by med højder op til 50 m. Øst for landevejen K 16 fortsætter skoven som Karnbjerg Skov (også Katrineskov, ty. Gehege Karenberg), som har navnet efter den 52 m høje Karnbjerg og som dækker yderlige 30 ha. Øst for skoven ved Langsøen ligger den lidt mindre Grydeskov.
I skovens areal indgår både løv- og nåleskov med bøg, eg, rødgran og lærk. Skoven er (bl.a.) levested for musvåge, sortspætte, duehøg, spurvehøg og natugle. Der er fritstående bestande af dådyr. I skovens sydvestlige del ligger med Røverhulen en gravhøj fra stenalderen. Der er flere vandrestier. I sydvest grænser skoven til Bøgbjerg og til de to (under Lyrskov kommune hørende) småsøer Buksø (også Bøgsø, ty. Bocksee) og Rørsø (Reethsee). Rørsø er gydeplads for skrubtudse.
Skoven indgår med andere naturområder nord og nordøst for Slesvig by i et fælles habitatområde under det fælleseuropæiske Natura 2000-projekt